# (6442) Salzburg
(6442) Salzburg ist ein Asteroid des Hauptgürtels, der am 8. September 1988 von F. Börngen in der Thüringer Landessternwarte Tautenburg (IAU-Code 033) entdeckt wurde.
Er ist nach dem Land Salzburg, einem Bundesland in Österreich benannt, das aus der vom 8. bis ins 18. Jahrhundert bestehenden Diözese bzw. dem späteren Erzstift Salzburg hervorging.